# Île de la Cappe
L'Île de la Cappe est une ancienne île située sur le Grand-Rhône à 1,5 km en aval d’Arles. 

## Géographie
L’île de la Cappe a été jusqu'au XIIIe siècle, le point de diffluence d’un bras du Rhône appelé le Rhône d'Albaron. Encore visible sur un dessin du milieu du XIXe siècle, cette île au riche passé historique est désormais rattachée à la rive droite du grand Rhône.

## Histoire
Au Ve siècle, l’archevêque d’Arles Hilaire y fonde un monastère où saint Césaire, appelé par Éon, réside vers 499-502. L’île est dévastée lors des invasions des VIIIe et IXe siècles, même si une charte de 824, à la fin de la renaissance carolingienne la montre habitée et exploitée ; une abbaye, l'abbaye Saint-André, y est même fondée par le comte Leibulf. Elle est toutefois à nouveau lotie dès le début du Xe siècle et en 1142, le comte de Toulouse Alphonse Jourdain entouré de seigneurs provençaux et languedociens y signe une charte restituant divers biens au monastère Saint-André situé sur l'île. Vers 1200, elle comprend des habitations, deux églises et un château, celui de la famille arlésienne des Porcelet. En 1209, lors de la 1re croisade des Albigeois, le légat du pape ordonne la destruction de cette forteresse arlésienne.